# Микуличский сельсовет
Микуличский сельсовет (белор. Мiкулiцкi сельсавет)  — упразднённая административная единица на территории Брагинского района Гомельской области Белоруссии.

## История
С 29 ноября 2005 года посёлок Красная Горка исключён из данных по учёту административно-территориальных и территориальных единиц.
16 декабря 2009 года Микуличский сельсовет Брагинского района упразднён, его населённые пункты включены в состав Бурковского сельсовета.

## Состав
Микуличский сельсовет включал 5 населённых пунктов:
- Великий Лес — деревня
- Кононовщина — деревня
- Микуличи — агрогородок
- Рыжков — деревня
- Чирвоное Поле — деревня

Упразднённые населённые пункты:
- Красная Горка — посёлок[2]